# Понте Гардена
По̀нте Гардѐна (на италиански: Ponte Gardena; на немски: Waidbruck, Вайдбрук, на ладински: Pruca, Прука) е село и община в Северна Италия, автономна провинция Южен Тирол, автономен регион Трентино-Южен Тирол. Разположено е на 471 m надморска височина. Населението на общината е 198 души (към 2010 г.).

## Език
Официални общински езици са и италианският и немският. Най-голямата част от населението говори немски. В общината се говори и други романски език, ладинският.
| %     | Роден език      |
| 13,37 | Италиански език |
| 81,40 | Немски език     |
| 5,23  | Ладински език   |